# Spoorlijn 128 (België)
Spoorlijn 128 is een Belgische spoorlijn tussen Ciney en Yvoir door de vallei van de Bocq. De lijn wordt ook wel Bocq-spoorlijn genoemd, of in het Frans: Chemin de fer du Bocq. De lijn is ruim 20 km lang. Tussen Ciney en Braibant ligt de spoorlijn parallel met spoorlijn 162.

## Geschiedenis
Oorspronkelijk was het de bedoeling om een tramlijn tussen Spontin en Yvoir aan te leggen. Gezien het grote aantal steengroeven werd beslist om door de Belgische Staat een "echte" spoorlijn te laten bouwen. Op 5 juli 1898 werd het baanvak tussen Ciney en Spontin geopend. Op 1 mei 1902 werd dan het baanvak tussen Spontin en Dorinne-Durnal opengesteld. Exact 1 jaar later was de lijn al verlengd tot Evrehailles-Bauche. Pas op 1 juni 1907 was de spoorlijn compleet tot in Yvoir. 
Op 31 juli 1960 werd het reizigersverkeer op de lijn afgeschaft en vervangen door een autobusdienst. Goederentreinen bleven nog rijden op de lijn tussen Ciney en Evrehailles tot begin jaren 1970. Op 7 november 1983 reed de laatste goederentrein tussen Ciney en Spontin-Sources (naar de steengroeve La Rochette, die ballast leverde voor de NMBS). De maximumsnelheid bedroeg 70 km/u.
De spoorlijn is enkelsporig uitgevoerd en werd nooit geëlektrificeerd. Uit militair oogpunt werd de lijn nooit opgebroken en tot 1985 minimaal onderhouden.
Sinds 1992 werkt het TSP aan het herstel van de spoorlijn. Tussen juni en september rijden vanaf 1999 in het weekend museumtreinen van het TSP tussen Ciney en Spontin. Omdat het baanvak tussen Spontin en Yvoir gedurende lange tijd geen onderhoud meer had gekend, was de spoorbaan in slechte staat geraakt. Struiken en bomen worden gesnoeid, dwarsliggers vervangen, nieuwe ballast aangevoerd. Er werd zelfs een waterloop verlegd. Alle werk gebeurt door vrijwilligers van de vereniging Le Chemin de Fer du Bocq (CFB). Sinds 2001 wordt er gereden tot Dorinne-Durnal. De maximumsnelheid bedraagt 40 km/u, net als voor alle Belgische toeristische lijnen. Op 1 juni 2007 werd het traject tussen Dorinne-Durnal en Purnode officieel ingehuldigd. In juni 2015 werd de lijn verlengd tot Evrehailles-Bauche.
De stationsgebouwen van Braibant, Sovet, Spontin, Dorinne-Durnal, Purnode en Evrehailles-Bauche zijn bewaard gebleven.

## Aansluitingen
In de volgende plaatsen is of was er een aansluiting op de volgende spoorlijnen:
Ciney
Spoorlijn 126 tussen Statte en Ciney
Spoorlijn 162 tussen Namen en Sterpenich
Yvoir
Spoorlijn 154 tussen Namen en Heer-Agimont

## Galerij

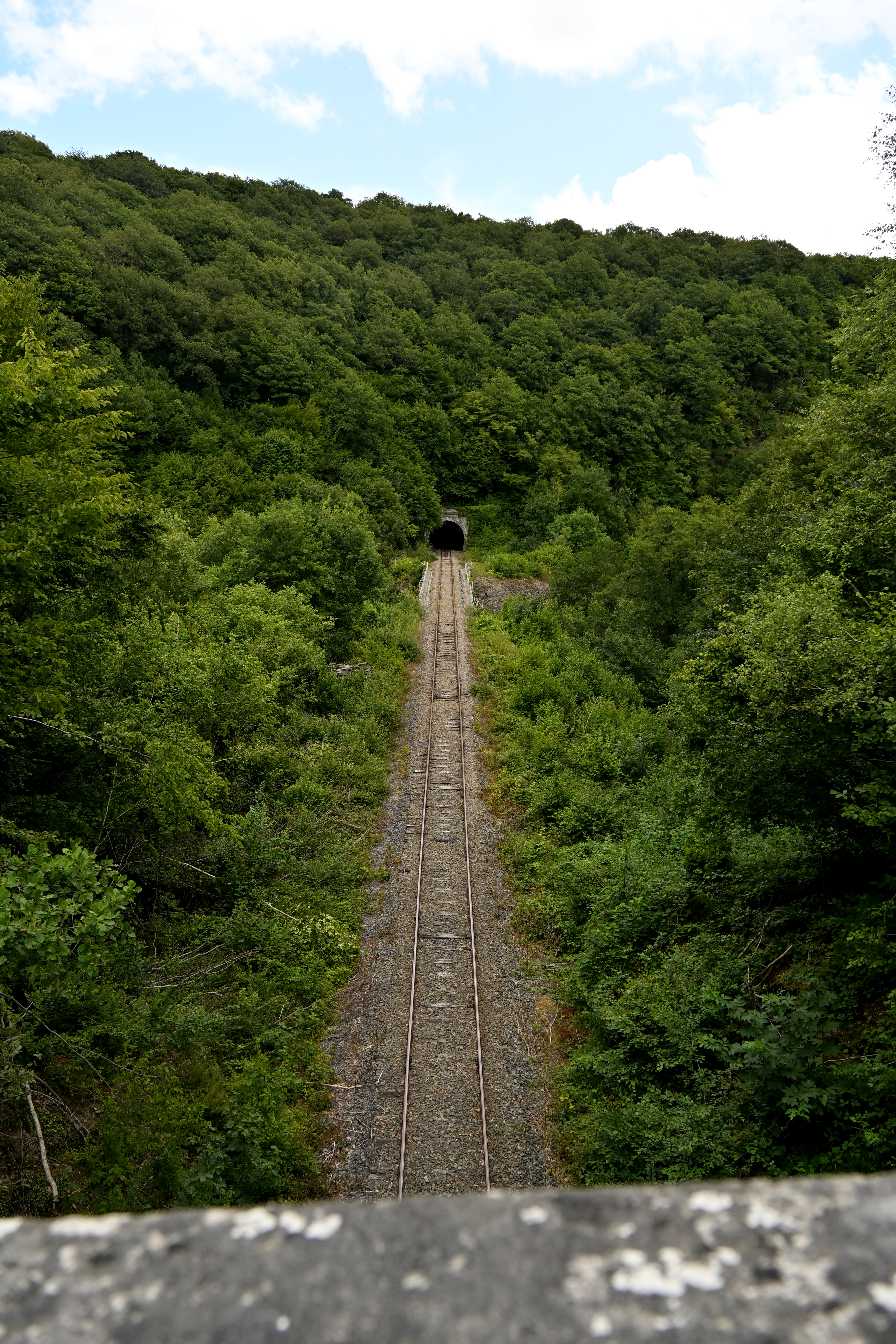
tussen Purnode en Dorinne-Durnal
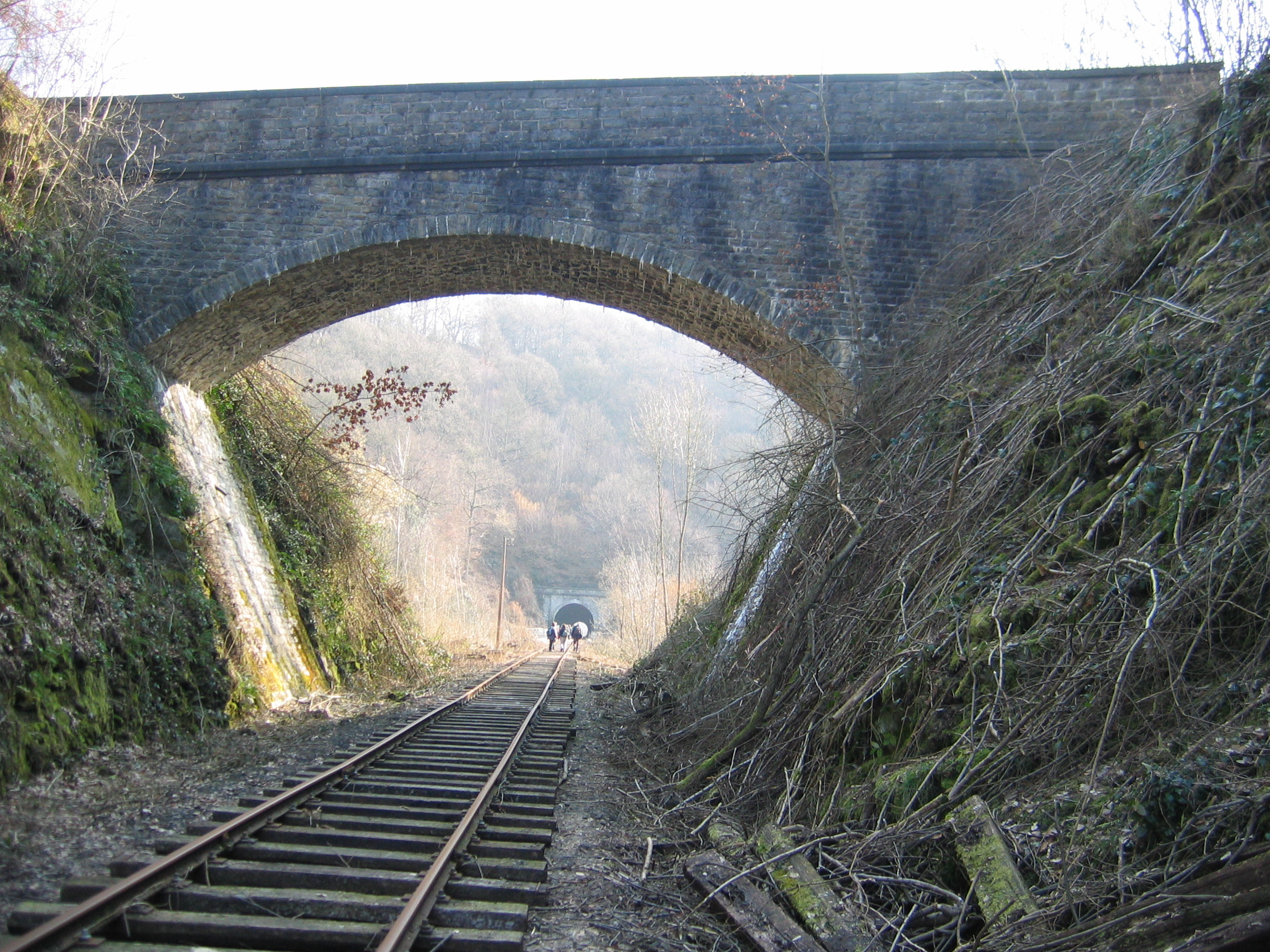
tussen Purnode en Dorinne-Durnal
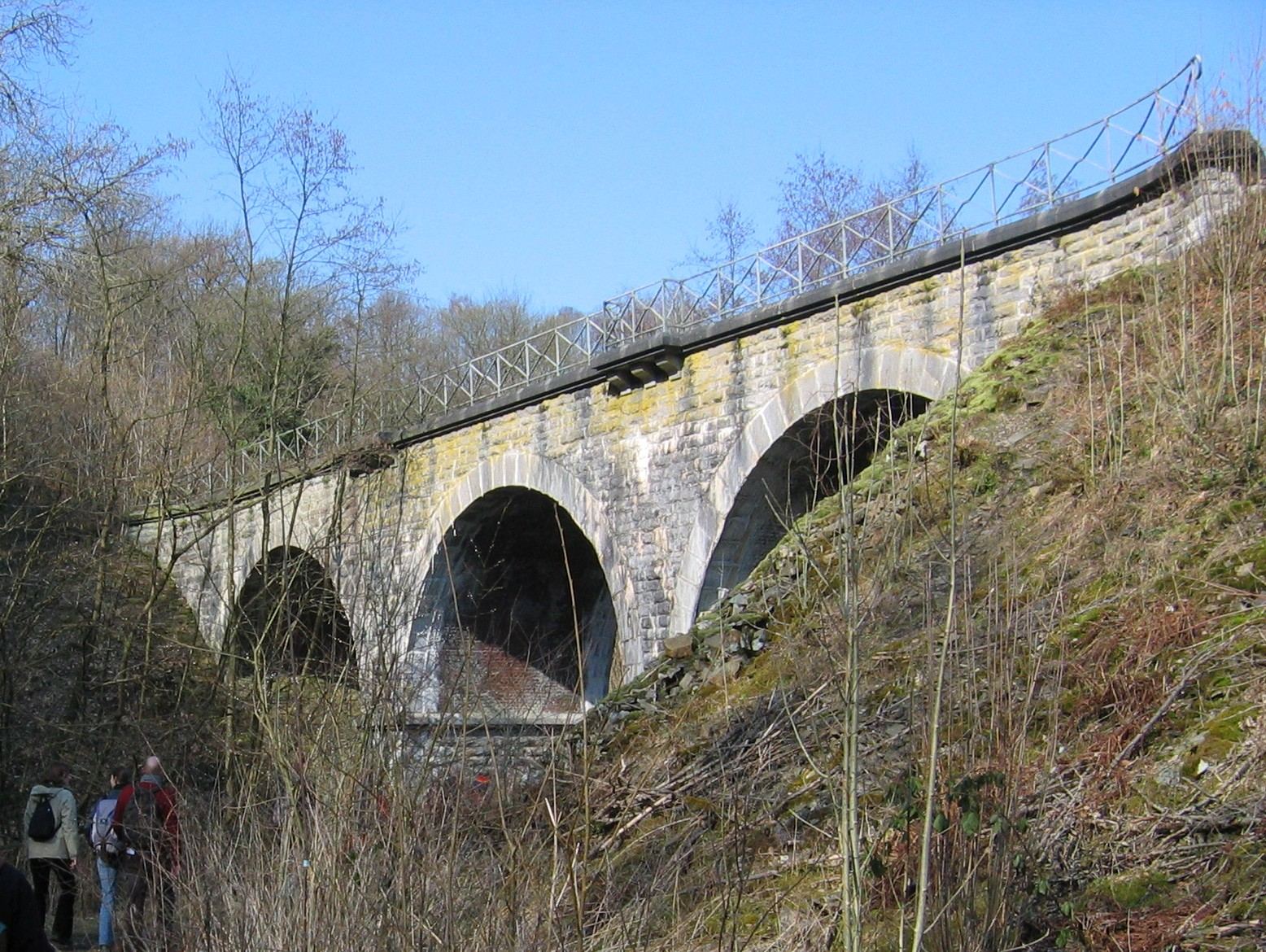
Spoorbrug in Yvoir
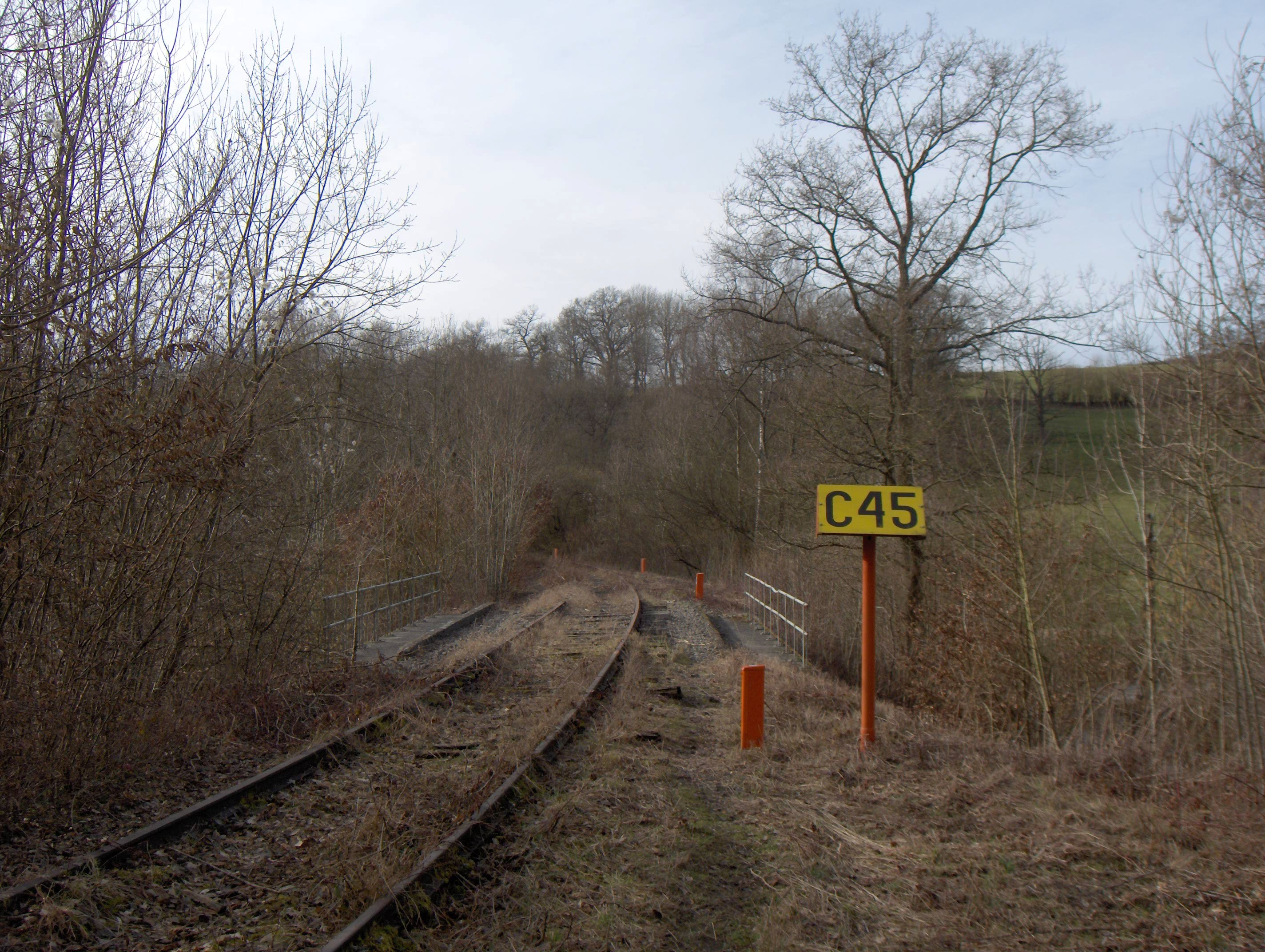
tussen Purnode en Yvoir, brug nabij het gehucht Bauche